# Rhynchosia candida
Rhynchosia candida là một loài thực vật có hoa trong họ Đậu. Loài này được (Hiern) Torre miêu tả khoa học đầu tiên.